# Omeigoudoogboszanger
De omeigoudoogboszanger (Phylloscopus omeiensis synoniem: Seicercus omeiensis) is een zangvogel uit de familie Phylloscopidae.

## Verspreiding en leefgebied
Deze soort een endemische broedvogel in de bergen van Midden-China die overwintert in het noorden van Zuidoost-Azië.